# Contingut energètic
Contingut energètic es refereix a la quantitat d'energia necessària per a la fabricació i subministrament d'un producte, material o servei des de l'extracció de la matèria primera fins a la seva deixalla o eliminació. El contingut d'energia també es denomina energia virtual, energia incrustada, energia grisa o energia oculta.

## Concepte
El concepte tradicional part de comptabilitzar tota l'energia utilitzada per produir un producte o servei. Aquesta sumatòria inclou l'extracció de les matèries primeres de l'ambient natural, el seu transport, fabricació, muntatge, instal·lació i finalment el seu desmuntatge o demolició. Hi ha diferents metodologies per realitzar aquesta comptabilitat energètica en funció de l'escala i abast d'aplicació del ben a produir. Alguns autors que recolzen els processos econòmics relacionen les seves metodologies amb el consum de petroli.
Com a energia grisa o energia incorporada o energia captiva refereix a un concepte de comptabilitat ambiental més que de física. Fa referència a la quantitat d'energia consumida en el cicle de vida d'un producte, material o servei.
- la concepció i disseny d'un producte o servei
- l'extracció i transport de les matèries primeres
- la refinació i transformació de les matèries primeres i en la fabricació d'un producte o la preparació d'un servei
- la comercialització del producte o servei
- la utilització o l'aplicació del producte o la provisió del servei
- el desensamblatge, la desconstrucció, la descomposició i la disposició de residus i deixalles
- el salvament de components reutilitzables, l'adequació per a reutilització i el reciclatge

El concepte és útil com un indicador d'eficiència ambiental quan es vol comparar alternatives dels materials, productes o serveis mateixos o dels processos en cadascun de les fases del cicle.
Altres tipus de metodologies es refereixen a la quantitat d'energia incorporats en termes de suport al desenvolupament sostenible i la incorporació de les energies renovables en el procés productiu. I uns altres com els sistemes d'ecologia es refereixen al suport de l'ecologia i l'economia com un procés total.
Aquest concepte usat en sistemes ecològics i cicle de vida dels materials busca mesurar el cost energètic veritable i s'ha ampliat per parlar de valor veritable, sempre des d'un enfocament ecològic de l'economia. Metodologies com Emergy han tractat de vincular el contingut d'energia amb altres conceptes fonamentals, com la capacitància. Per exemple, en la física, l'electrònica i les ciències químiques.
El Codi d'edificació del Regne Unit per al desenvolupament sostenible d'edificis i habitatges incorpora aquest concepte. Als Estats Units la certificació LLEGIU -Lideratge en Energia i Disseny Ambiental- són normes de gran difusió a nivell mundial per a la construcció i certificació d' edificis verds i busquen tendir cap a una arquitectura sustentable. En tots aquests casos es busca minimitzar l'impacte ambiental dels edificis.
Contingut energètic és un concepte relativament nou en el qual els científics encara no han aconseguit un consens en valors universals per la gran quantitat de variables considerades en la comptabilitat, però la majoria dels productes en els quals hi ha acord es poden comparar uns amb uns altres per veure com té més o menys contingut energètic.
Les unitats de mesura més utilitzades són MJ/kg (megajules d'energia necessària per fer un quilogram de producte), tCO2 (en tones de diòxid de carboni creades per l'energia necessària per fer un quilogram de producte). Convertir a MJ tCO2 no és senzill perquè els diferents tipus d'energia (petroli, energia eòlica, energia solar, energia nuclear, etc) emeten diferents quantitats de diòxid de carboni, per la qual cosa la quantitat real de diòxid de carboni emesos quan un producte es faci dependrà del tipus d'energia utilitzada en el procés de fabricació. No obstant això, el Govern d'Austràlia (vegeu el link que apareix a continuació CSIRO) dona una mitjana mundial de 0.098tCO2 = 1GJ. Això és el mateix que 1MJ = 0.098kgCO2 = 98gCO2 o 1kgCO2 = 10.204MJ.

## Contingut energètic en materials usuals
Selecció de dades de l'Inventari de Carboni i Energia ('ICE') preparat per la Universitat de Bath (UK)
| Material                               | Energia MJ per kg | Carboni kg CO2 per kg | Densitat kg /m3 |
| -------------------------------------- | ----------------- | --------------------- | --------------- |
| Agregat                                | 0.083             | 0.0048                | 2240            |
| Concret (1:1.5:3)                      | 1.11              | 0.159                 | 2400            |
| Maó (comú)                             | 3                 | 0.24                  | 1700            |
| Bloc de concret (densitat mitjana)     | 0.67              | 0.073                 | 1450            |
| Bloc airejat                           | 3.5               | 0.3                   | 750             |
| Bloc suelocemento                      | 0.85              | 2180                  |                 |
| Marbre                                 | 2                 | 0.116                 | 2500            |
| Morter de Ciment (1:3)                 | 1.33              | 0.208                 |                 |
| Acer (general)                         | 20.1              | 1.37                  | 7800            |
| Acer inoxidable                        | 56.7              | 6.15                  | 7850            |
| Fusta (general)                        | 8.5               | 0.46                  | 480–720         |
| Taulers fusta laminada                 | 12                | 0.87                  |                 |
| Aïllament de cel·lulosa                | 0.94–3.3          | 43                    |                 |
| Aïllament de suro                      | 26                | 160                   |                 |
| Aïllament llana de vidre               | 28                | 1.35                  | 12              |
| Aïllament de lli                       | 39.5              | 1.7                   | 30              |
| Aïllament Llana de roca                | 16.8              | 1.05                  | 24              |
| Aïllament Poliestirè expandit          | 88.6              | 2.55                  | 15–30           |
| Aïllament poliuretà (escuma rígida)    | 101.5             | 3.48                  | 30              |
| Aïllament llana (reciclada)            | 20.9              | 25                    |                 |
| Bales de pastura                       | 0.91              | 100–110               |                 |
| Teula de fibra mineral                 | 37                | 2.7                   | 1850            |
| Pissarra (roca)                        | 0.1–1.0           | 0.006–0.058           | 1600            |
| Teules d'argila cuita                  | 6.5               | 0.45                  | 1900            |
| Alumini (general & incl 33% reciclat)  | 155               | 8.24                  | 2700            |
| Bitumen (general)                      | 51                | 0.38–0.43             |                 |
| Taulers fibra                          | 11                | 0.72                  | 680–760         |
| Fusta contrachapada                    | 15                | 1.07                  | 540–700         |
| Cartró guix                            | 6.75              | 0.38                  | 800             |
| Guix                                   | 1.8               | 0.12                  | 1120            |
| Vidre                                  | 15                | 0.85                  | 2500            |
| PVC (general)                          | 77.2              | 2.41                  | 1380            |
| Pisos Vinil                            | 65.64             | 2.92                  | 1200            |
| Rajoles de terrat                      | 1.4               | 0.12                  | 1750            |
| Teules Ceràmiques                      | 12                | 0.74                  | 2000            |
| Catifa de llana                        | 106               | 5.53                  |                 |
| Empaperat                              | 36.4              | 1.93                  |                 |
| Canelles d'argila vitrificada (DN 500) | 7.9               | 0.52                  |                 |
| Ferro (general)                        | 25                | 1.91                  | 7870            |
| Coure (mitjana incl. 37% reciclat)     | 42                | 2.6                   | 8600            |
| Zinc (incl 61% recycled)               | 25.21             | 1.57                  | 11340           |
| Sanitaris ceràmica esmaltada           | 29                | 1.51                  |                 |
| Pintures a l'aigua                     | 59                | 2.12                  |                 |
| Pintures al solvent                    | 97                | 3.13                  |                 |